# ATC (M)
Jest to część klasyfikacji anatomiczno-terapeutyczno-chemicznej:
- A – Przewód pokarmowy i metabolizm
- B – Krew i układ krwiotwórczy
- C – Układ sercowo-naczyniowy
- D – Dermatologia
- G – Układ moczowo-płciowy i hormony płciowe
- H – Leki hormonalne do stosowania wewnętrznego (bez hormonów płciowych)
- J – Leki stosowane w zakażeniach (przeciwinfekcyjne)
- L – Leki przeciwnowotworowe i immunomodulujące
- M – Układ mięśniowo-szkieletowy
- N – Ośrodkowy układ nerwowy
- P – Leki przeciwpasożytnicze, owadobójcze i repelenty
- R – Układ oddechowy
- S – Narządy wzroku i słuchu
- V – Różne (varia)

Obejmuje ona leki związane z układem mięśniowo-szkieletowym:
- M – Układ mięśniowo-szkieletowy
  - M 01 – Leki przeciwzapalne i przeciwreumatyczne
  - M 02 – Leki do stosowania miejscowego w bólach stawów i mięśni
  - M 03 – Leki zwiotczające mięśnie
  - M 04 – Leki przeciw dnie
  - M 05 – Leki stosowane w chorobach układu kostnego
  - M 09 – Inne leki stosowane w zaburzeniach układu mięśniowo-szkieletowego

## M 01 –Leki przeciwzapalne i przeciwreumatyczne
- M 01 A – Niesteroidowe leki przeciwzapalne i przeciwreumatyczne
  - M 01 AA – Pochodne butylopirazolidyny
  - M 01 AB – Pochodne kwasu octowego
  - M 01 AC – Oksykamy
  - M 01 AE – Pochodne kwasu propionowego
  - M 01 AG – Pochodne kwasu fenamowego
  - M 01 AH – Wybiórcze inhibitory cyklooksygenazy 2 (COX-2) – koksyby
  - M 01 AX – Inne
- M 01 B – Leki przeciwzapalne i przeciwreumatyczne w połączeniach z kortykosteroidami
  - M 01 BA – Leki przeciwzapalne i przeciwreumatyczne w połączeniach z kortykosteroidami
  - M 01 BX – Inne leki przeciwzapalne i przeciwreumatyczne w połączeniach z innymi lekami
- M 01 C – Swoiste leki przeciwreumatyczne
  - M 01 CA – Chinoliny
  - M 01 CB – Preparaty złota
  - M 01 CC – Penicylamina i związki podobne
  - M 01 CX – Inne

## M 02 –Leki do stosowania miejscowego w bólach stawów i mięśni
- M 02 A – Leki do stosowania miejscowego w bólach stawów i mięśni
  - M 02 AA – Niesteroidowe leki przeciwzapalne do stosowania miejscowego
  - M 02 AB – Kapsaicyna i pochodne
  - M 02 AC – Pochodne kwasu salicylowego
  - M 02 AX – Inne

## M 03 –Leki zwiotczające mięśnie
- M 03 A – Leki zwiotczające mięśnie działające obwodowo
  - M 03 AA – Alkaloidy kurary
  - M 03 AB – Pochodne choliny
  - M 03 AC – Inne czwartorzędowe związki amoniowe
  - M 03 AX – Inne
- M 03 B – Leki zwiotczające mięśnie działające ośrodkowo
  - M 03 BA – Estry kwasu karbaminowego
  - M 03 BB – Pochodne oksazolu, tiazolu i triazolu
  - M 03 BC – Estry zbliżone budową do leków przeciwhistaminowych
  - M 03 BX – Inne
- M 03 C – Leki zwiotczające mięśnie działające bezpośrednio
  - M 03 CA – Dantrolen i pochodne

## M 04 –Leki przeciw dnie
- M 04 A – Leki przeciw dnie
  - M 04 AA – Leki hamujące biosyntezę kwasu moczowego
  - M 04 AB – Leki zwiększające wydalanie kwasu moczowego
  - M 04 AC – Leki nie wpływające na metabolizm kwasu moczowego
  - M 04 AX – Inne leki stosowane przeciw dnie

## M 05 –Leki stosowane w chorobach układu kostnego
- M 05 B – Leki wpływające na mineralizację kości
  - M 05 BA – Bisfosfoniany
  - M 05 BB – Połączenia bifosfonianów
  - M 05 BC – Morfogenetyczne białka kości
  - M 05 BX – Inne

## M 09 –Inne leki stosowane w zaburzeniach układu mięśniowo-szkieletowego
- M 09 A – Inne leki stosowane w zaburzeniach układu mięśniowo-szkieletowego
  - M 09 AA – Chinina i pochodne
  - M 09 AB – Enzymy
  - M 09 AX – Inne